# Кузин, Михаил Иванович
Михаи́л Ива́нович Ку́зин (22 ноября 1907 — 5 ноября 1980) — советский партийный и государственный деятель, секретарь Горьковского и Свердловского обкомов ВКП(б), первый секретарь Свердловского горкома ВКП(б)—КПСС.

## Биография
Родился 22 ноября 1907 в селе Кошкарово Сергачского уезда Нижегородской губернии. В 1916—1920 учащийся четырёхклассной сельской школы в селе Кошкарово. С марта 1922 истопник, с мая 1923 заведующий волостной библиотекой в селе Лопатино Сергачского уезда Нижегородской губернии. С января 1926 заведующий волостной избой-читальней в селе Лопатино — секретарь Лопатинского волкома комсомола Сергачского уезда. С января 1927 инструктор по пионерской работе, с февраля 1928 председатель уездного бюро юных пионеров Сергачского укома ВЛКСМ. С ноября 1928 секретарь отделения Сергачского «Горвнуторга». С марта 1929 культурник в артели «Кожтруд» в г. Сергаче Нижегородской губернии. С октября 1929 г. на службе в Красной Армии в г. Ахалцихе Юго-Осетинской АО Грузинской ССР в 38-м пограничном отряде рядовой, с сентября 1930 ответственный секретарь комсомольского бюро погранотряда; демобилизован в июле 1932.
С августа 1932 на Горьковском радиотелефонном заводе им. В. И. Ленина № 197 пропагандист парткабинета, с марта 1933 заведующий культурно-пропагандистским отделом парткома завода, с февраля 1934 инструктор парткома, с сентября 1934 заместитель секретаря парткома завода. Одновременно в 1933—1935 гг. слушатель Горьковского вечернего коммунистического университета. С февраля 1935 второй секретарь, с августа 1937 г. первый секретарь Ворошиловского райкома ВКП(б) г. Горького. С мая 1938 первый секретарь Куйбышевского райкома ВКП(б) г. Горького. С июня 1938 второй секретарь Горьковского горкома ВКП(б). С марта 1941 секретарь Горьковского обкома ВКП(б) по кадрам.
В сентябре 1945 — июле 1948 слушатель Высшей школы парторганизаторов при ЦК ВКП(б). С августа 1948 секретарь Свердловского обкома ВКП(б) по кадрам. С февраля 1950 второй секретарь Свердловского горкома ВКП(б). С апреля 1950 первый секретарь Свердловского горкома ВКП(б).
С декабря 1955 в резерве ЦК КПСС. С июня 1956 заместитель председателя Владимирского облисполкома. С января 1959 начальник управления мясомолочной промышленности Горьковского совнархоза. С августа 1960 на пенсии. С ноября 1960 заместитель начальника отдела кадров и учебных заведений Горьковского (с декабря 1962 Волго-Вятского) совнархоза. С февраля 1963 начальник управления сбыта Волго-Вятского совнархоза. С февраля 1966 старший инженер отдела поставок Управления материально-технического снабжения Волго-Вятского района. С июня 1968 на пенсии.
Скончался 5 ноября 1980 года в г. Горьком. Похоронен на Красном кладбище.

## Участие в работе центральных органов власти
- Делегат XVIII, XIX съездов ВКП(б), XVIII Всесоюзной конференции ВКП(б).
- Депутат Верховного Совета РСФСР IV созыва.

## Награды
- Орден Трудового Красного Знамени (1943);
- Медаль «За оборону Москвы» (1945)[2];
- Медаль «За доблестный труд в Великой Отечественной войне 1941—1945 гг.» (1945);
- Медаль «30 лет Победы в Великой Отечественной войне 1941—1945 гг.» (1975);
- Медаль «Ветеран труда» (1978).